# موزه هنر ونترتور
موزه هنر ونترتور (انگلیسی: Kunstmuseum Winterthur) نام یک موزه هنری واقع در شهر ونترتور در ایالت زوریخ کشور سوئیس است. عمده تمرکز این موزه بر نمایش آثاری از هنر معاصر، امپرسیونیسم و پست‌امپرسیونیسم است.